# Пјано-Молини д'Изола (Асти)
Пјано-Молини д'Изола (итал. Piano-Molini d'Isola) је насеље у Италији у округу Асти, региону Пијемонт.
Према процени из 2011. у насељу је живело 1146 становника. Насеље се налази на надморској висини од 144 м.